# كليجي هيرمسين
كليجي هيرمسين (بالإنجليزية: Kleggie Hermsen)‏ مواليد 12 مارس 1923 في هيل سيتي - الوفاة في 2 مارس 1994، كان لاعب كرة سلة أمريكي. بدأ مسيرته الاحترافية في سنة 1943. بلغ طوله 6 قدم 9 بوصة (2.1 م). اعتزل اللعب في 1953.

## المسيرة الاحترافية
لعب مع:
- بالتيمور باليتس في الموسم 48 سنة 1947.
- واشنطن كابيتولز في الموسم 49 سنة 1948.
- شيكاغو ستايغس في الموسم 50 سنة 1949.
- أتلانتا هوكس في الموسم 51 سنة 1950.
- بوسطن سيلتكس في الموسم 52 سنة 1951.

## روابط خارجية
- كليجي هيرمسين على موقع إن بي أي (الإنجليزية)
- كليجي هيرمسين على موقع سبورتس رفرنس (الإنجليزية)
- كليجي هيرمسين على موقع ريلجم (الإنجليزية)
- كليجي هيرمسين على موقع بروبوليرز (الإنجليزية)
- كليجي هيرمسين على موقع سبورتس رفرنس (الإنجليزية)